# Scytalopus
Genre
Scytalopus est un genre de passereaux de la famille des Rhinocryptidae.

## Liste d'espèces
Selon la classification de référence du Congrès ornithologique international (version 14.2, 2024) :
- Scytalopus iraiensis – Mérulaxe herbicole
- Scytalopus diamantinensis – Mérulaxe du Diamantina
- Scytalopus novacapitalis – Mérulaxe de Brasilia
- Scytalopus petrophilus – Mérulaxe pétrophile
- Scytalopus pachecoi – Mérulaxe de Pacheco
- Scytalopus gonzagai – Mérulaxe de Gonzaga
- Scytalopus speluncae – Mérulaxe souris
- Scytalopus fuscus – Mérulaxe sombre
- Scytalopus magellanicus – Mérulaxe des Andes
- Scytalopus affinis – Mérulaxe affin
- Scytalopus krabbei – Mérulaxe de Krabbe
- Scytalopus androstictus – Mérulaxe de Loja
- Scytalopus opacus – Mérulaxe opaque
- Scytalopus canus – Mérulaxe du Páramo
- Scytalopus superciliaris – Mérulaxe bridé
- Scytalopus zimmeri – Mérulaxe de Zimmer
- Scytalopus simonsi – Mérulaxe de Simons
- Scytalopus schulenbergi – Mérulaxe à diadème
- Scytalopus urubambae – Mérulaxe de Vilcabamba
- Scytalopus whitneyi – Mérulaxe de Whitney
- Scytalopus frankeae – Mérulaxe de Franke
- Scytalopus altirostris – Mérulaxe à bec épais
- Scytalopus parvirostris – Mérulaxe à petit bec
- Scytalopus bolivianus – Mérulaxe de Bolivie
- Scytalopus atratus – Mérulaxe couronné
- Scytalopus sanctaemartae – Mérulaxe des Santa Marta
- Scytalopus micropterus – Mérulaxe microptère
- Scytalopus femoralis – Mérulaxe à ventre roux
- Scytalopus intermediae – Mérulaxe de l'Utcubamba
- Scytalopus macropus – Mérulaxe à grands pieds
- Scytalopus gettyae – Mérulaxe de Getty
- Scytalopus unicolor – Mérulaxe unicolore
- Scytalopus acutirostris – Mérulaxe de Tschudi
- Scytalopus latrans – Mérulaxe noirâtre
- Scytalopus argentifrons – Mérulaxe argenté
- Scytalopus vicinior – Mérulaxe du Narino
- Scytalopus panamensis – Mérulaxe du Panama
- Scytalopus chocoensis – Mérulaxe du Choco
- Scytalopus rodriguezi – Mérulaxe de Rodriguez
- Scytalopus stilesi – Mérulaxe de Stiles
- Scytalopus alvarezlopezi – Mérulaxe de Tatama
- Scytalopus robbinsi – Mérulaxe de Robbins
- Scytalopus caracae – Mérulaxe de Caracas
- Scytalopus griseicollis – Mérulaxe du matorral
- Scytalopus latebricola – Mérulaxe à croupion brun
- Scytalopus perijanus – Mérulaxe de la Perijá
- Scytalopus meridanus – Mérulaxe du Mérida
- Scytalopus parkeri – Mérulaxe de Parker
- Scytalopus spillmanni – Mérulaxe de Spillmann

### Note
- Scytalopus perijanus (décrit en 2015)